# 米崎賢治
米崎 賢治（よねざき けんじ、1970年4月2日 - ）は日本の政治家で、徳島県を登録地とする元競輪選手。同県小松島市市議会議員。

## 来歴
日本競輪学校第67期生。師匠は吉田清治（16期）。競輪学校での在校競走成績は13位（22勝）。
1991年4月14日、別府競輪場でデビューし4着。初勝利は同年6月10日の平塚競輪場。
過去にふるさとダービーなど、GIIないし相当大会への出場はあるが、GI（相当大会含む）出場実績はない。
2013年1月27日に執行された、小松島市議会議員補欠選挙で当選した。
2017年1月12日、競輪選手を引退。